# Chiến tranh chống ma túy ở Bangladesh
Chiến tranh chống ma túy ở Bangladesh là 1 chiến dịch do chính phủ Bangladesh phát động nhằm chống lại các băng đảng tội phạm trên đất nước này. Điều này dẫn đến các cuộc xử bắn tập thể hàng loạt những người buôn ma túy và cả những người bị cáo buộc là buôn ma túy, khiến cho tình trạng nhân quyền tại đất nước này trở nên hỗn loạn.

## Nguyên nhân
Bangladesh vốn nhằm trên con đường vẫn chuyển ma túy từ Đông Nam Á sang châu Âu nên điều này dẫn đến tình trạng người nghiện xuất hiện ở quốc gia này. Con số người nghiện ma túy ở đất nước này là không rõ, theo ước tính của chính phủ, có khoảng 100,000 tới 4 triệu người dương tính với ma túy, đặc biệt là 1 loại tên ''Yaba''. Kể từ năm 2015, chính phủ Bangladesh đã tập trung vào việc thu giữ loại thuốc này. Số lượng lớn thuốc này đã được thu giữ vào năm 2016 lên đến hơn 29 triệu viên, trong khi chỉ có 1,3 triệu viên vào năm 2011.